# Acer davidii
Acer davidii é uma espécie de árvore do gênero Acer, pertencente à família Aceraceae.

## Subespécies e cultivares
Existem 2 subespécies muitas vezes tratadas como espécies distintas:
- Acer davidii subsp. davidii
- Acer davidii subsp. grosseri (Pax) de Jong[5]

Entre os cultivares de A. davidii encontram-se:
- 'Canton'
- 'George Forrest'[6]
- 'Ernest Wilson'
- 'Serpentine'[2][4](AGM)[7]

Em alguns casos, estes cultivares não podem ser atribuídos a uma subespécie ou outra, mas simplesmente consideradas como cultivares de A. davidii.